# 泉州公交39路
泉州公交39路是中国泉州市境内的一条公共交通线路，全程29公里。起讫点为东宏路首末站至福厦铁路泉州站，运营时间为东宏路首末站：7:00-18:10；福厦铁路泉州站：7:00-19:20。

## 历史
- 2005年9月3日，泉州公交发展有限公司（公交集团前身）开通39路，初期运行区间为丰泽客运站-西湖公园，初期运营时间夏季6:20-18:00,冬季6:30-17:40。初期为有人售票¥1.5/人，使用车辆为自27路退下的8部牡丹牌小巴[1]
- 2005年10月1日，39路启用无人售票制度，票价不变[2]
- 2007年3月27日，39路自该日起自丰泽客运站经由坪山路、坪山路、津淮街、云鹿路、通港西街延伸至真武庙始发终到，其它不变。[3]
- 2007年9月11日，因云山公交站启用，39路取消途径真武庙、通港西街，改为至云山公交站始发终到[4]
- 2008年1月，39路接手并更换自38（现K308路）退下的华新牌小巴
- 2008年8月，39路接手并更换自3路于2008年1月退下的6部华夏AC6750Q无空调汽油公交车
- 2010年11月，39路接手并更换自21路退下的7部亚星JS6906GHA型柴油空调公交车
- 2013年7月10日，39路取消停靠北师大附中，改为经由云鹿路、东海隧道、东海大街、滨海路、府西路、海星街、丰海路、双垵街至海星小区始发终到[5]，同日，票价调整为分段计价¥2.0/人
- 2014年11月1日，39路取消途经津淮街、刺桐路、湖心街中段，改为途经云鹿路、江滨北路、田安路至湖心街西段后原线行驶[6]，分段点由千亿山庄调整至田安路南段
- 2017年5月，因39路客流量减少及为给2路扩充运能，划拨39路2部亚星JS6906GHA至2路，39路配车数减至5部
- 2017年6月10日，39路票价由分段计价¥2.0降为一票制¥1.0[7][8]
- 2017年10月，39路接收并更换自14路退下的4部中车时代TEG6820BEV01型电动巴士。并退下5部JS6906GHA
- 2018年7月，泉州公交对39路进行高峰期班次加密，逢工作日7:30及17:45增加班次[9]，并分别从K8路、K1路各抽调1部金旅XML6855JEVW0C型空调电动巴士套跑39路
- 2018年11月，受缺驾影响，39路不再进行高峰期班次加密。同时增加自6路退下的1部TEG6820BEV01
- 2019年7月25日，因优化调整，39路取消途径滨海街、东海大街、云鹿路、田安路、湖心街、温陵路、东街、中山路、北门街、城北路、新华北路、西湖公园。改为途径府东路、丰海路、江滨北路、站前南北大道至福厦高铁泉州站始发终到。运营时间调整为海星小区7:00-18:10、福厦高铁泉州站7:00-19:00[10]
- 2020年10月，因6路运能扩充需要。东海公司抽调39路3部TEG6820BEV01至6路，39路配车数降为2部。
- 2021年9月12日，39路接手并更换1部自K1路退下的西虎QAC6100HEVG8插电式柴油混合动力空调公交车，原配1部TEG6820BEV01改为机动车，配车数不变
- 2021年12月24日，自该日起39路正式实行定点发车制度。并再次调整发班时间，班次时间调整为海星小区7:00、8:30、9:30、11:00、12:00、13:30、15:00、17:10、18:00，福厦铁路泉州站7:00、8:00、9:30、10:30、12:10、13:10、15:00、16:00、18:30、19:10发车。[11]。配车变更为2部XML6855JEVW0C、1部TEG6820BEV01及1部QAC6100HEVG8，机动运行，配车数增加至4部。
- 2022年3月16日，因疫情防控要求暂停中心市区范围内所有公交线路运营。39路自当日首班起暂停运营至4月14日。[12]
- 2022年4月15日，39路恢复运营。临时取消停靠黄龙大桥头、丰海路西段、法石老人活动中心，运营时间临时调整为双向7:00-18:00。[13]
- 2022年4月18日，39路恢复停靠黄龙大桥头、丰海路西段、法石老人活动中心等站，运营时间恢复为海星小区7:00-18:00、福厦铁路泉州站7:00-19:10[14]
- 2022年4月30日，39路自该日起增停金山水闸、滨海公园大兴街两站。同日，因刺桐大桥北立交扩建后拆除沉洲公园站，自该日起39路亦取消停靠沉洲公园站，其它不变。[15][16]
- 2023年9月13日，因海星小区3期建设需要，原海星小区首末站地块收回并拆除。受此影响39路自该日起取消进入海星小区首末站，改为至东宏路首末站停放，上下客点临时调整至市政务服务中心。
- 2023年9月25日，39路自该日起正式调整至东宏路首末站始发终到，取消停靠市政务服务中心、府东路北段、晋光小学东海校区。并增停滨海公园泉海路、港湾街路口、泉州大剧院、大兴街中段、魁屿公园、大兴街西段、滨海街南段、江滨丰屋等站，其它不变。[17]
- 2024年11月1日，39路接手并更换自旅游3（原30路）退下的3部XML6855JEVW0C，配车数增加至5部。
- 2025年3月6日，因微5路车辆更换需要，东海公司划拨39路2部XML6855JEVW0C至微5路，39路配车数降为3部。

## 站点
| 路线 | 路线 | 路线 | 所在地区、街道 | 所在地区、街道                 | 站点名           | 备注            |
| ---- | ---- | ---- | -------------- | ------------------------------ | ---------------- | --------------- |
|      |      |      | 丰泽区         | 东宏路                         | 东宏路首末站     | 起讫站          |
|      |      |      | 丰泽区         | 滨海街                         | 滨海街南段       |                 |
|      |      |      | 丰泽区         | 大兴街                         | 大兴街西段       |                 |
|      |      |      | 丰泽区         | 大兴街                         | 魁屿公园         |                 |
|      |      |      | 丰泽区         | 大兴街                         | 大兴街中段       |                 |
|      |      |      | 丰泽区         | 大兴街                         | 泉州大剧院       |                 |
|      |      |      | 丰泽区         | 府东路                         | 港湾街路口       |                 |
|      |      |      | 丰泽区         | 丰海路                         | 滨海公园府西路   |                 |
|      |      |      | 丰泽区         | 丰海路                         | 滨海公园泉海路   |                 |
|      |      |      | 丰泽区         | 丰海路                         | 滨海公园滨海街   |                 |
|      |      |      | 丰泽区         | 丰海路                         | 滨海街口         |                 |
|      |      |      | 丰泽区         | 丰海路                         | 蟳埔菜市         |                 |
|      |      |      | 丰泽区         | 丰海路                         | 蟳埔路口         |                 |
|      |      |      | 丰泽区         | 丰海路                         | 后厝             | 东海泰禾广场    |
|      |      |      | 丰泽区         | 丰海路                         | 法石老人活动中心 |                 |
|      |      |      | 丰泽区         | 丰海路                         | 丰海路西段       |                 |
|      |      |      | 丰泽区         | 丰海路                         | 泉州中级法院     |                 |
|      |      |      | 丰泽区         | 江滨北路                       | 恒丰银行泉州分行 |                 |
|      |      |      | 丰泽区         | 江滨北路                       | 江滨体育公园     |                 |
|      |      |      | 丰泽区         | 江滨北路                       | 田安公园         |                 |
|      |      |      | 鲤城区         | 江滨北路                       | 金山水闸         |                 |
|      |      |      | 鲤城区         | 江滨北路                       | 新华旱闸         |                 |
|      |      |      | 鲤城区         | 江滨北路                       | 金洲寺           |                 |
|      |      |      | 鲤城区         | 江滨北路                       | 水岸假日         | 原名 嘉信茂广场 |
|      |      |      | 丰泽区         | 江滨北路                       | 乌墩村口         | 白水营公园      |
|      |      |      | 丰泽区         | 江滨北路                       | 溪墘             |                 |
|      |      |      | 丰泽区         | 江滨北路                       | 潘山公园         |                 |
|      |      |      | 丰泽区         | 江滨北路                       | 江滨丰屋         |                 |
|      |      |      | 丰泽区         | 黄龙北大道 （原 站前南北大道） | 黄龙大桥头       |                 |
|      |      |      | 丰泽区         | 联丰大街 （原 站前东西大道）   | 福厦铁路泉州站   | 起讫站          |

## 票价
39路计价方式为一票制，全程¥1.0。其中：
- 泉通卡普通卡9折，月票卡、敬老卡、爱心卡有效
- 可使用泉城通APP及支付宝、云闪付、微信乘车码支付

## 配车
39路配车数总计3部，其中：
- 金旅XML6855JEVW0C  3部

- 牡丹MD6600
（2005.9 - 2008.1）
- 亚星JS6906GHA
（2010.11 - 2017.10）
- 中车时代TEG6820BEV01
（2017.10 - 2024.10）
- 西虎QAC6100HEVG8
（2021.9 - 2023.4，机动）
- 金旅XML6855JEVW0C
（2021.9 - ）

## 相关
- 泉州公交线路列表